# からすみ (菓子)

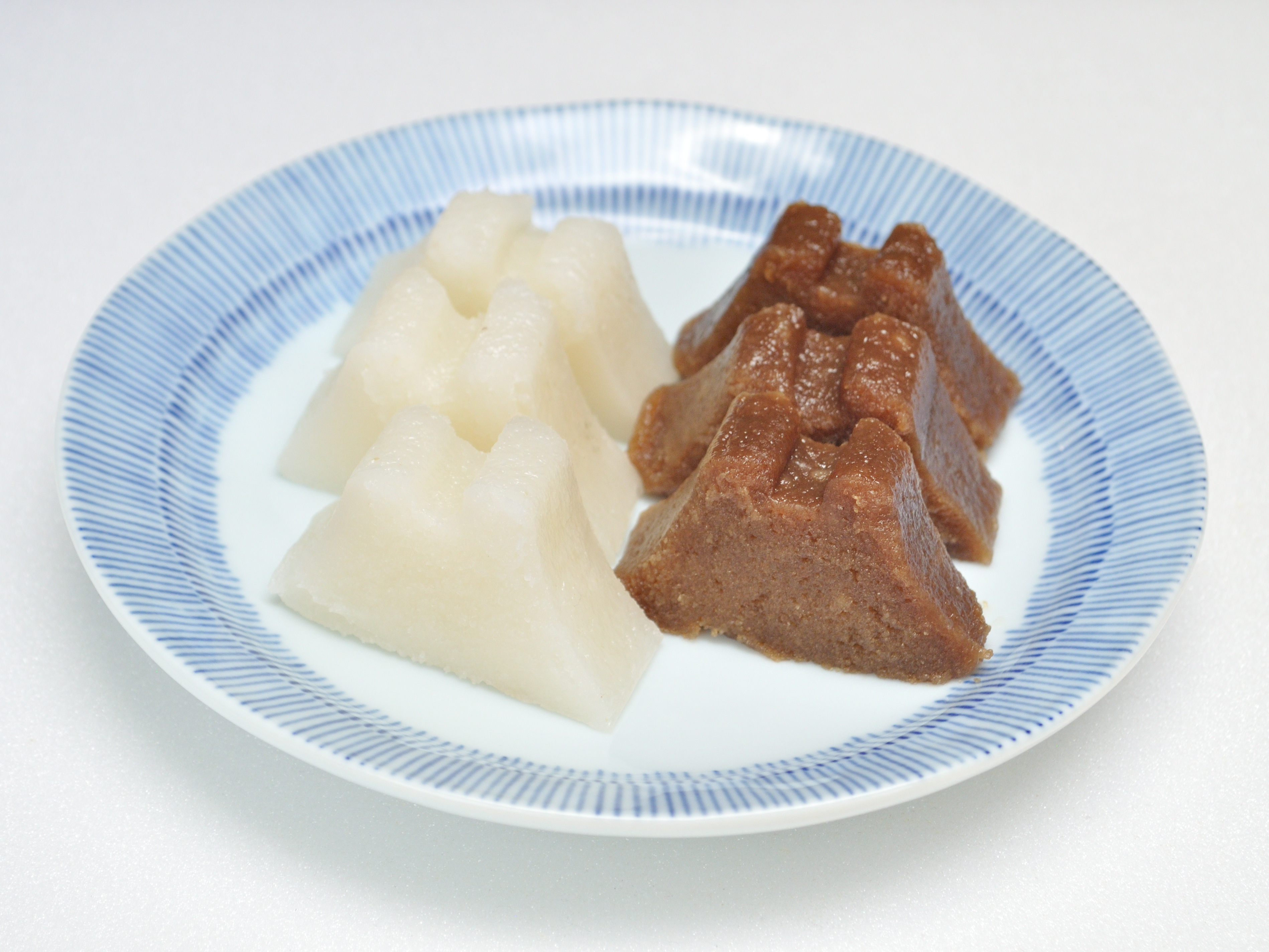
岐阜県の菓子からすみの参考画像

からすみは、岐阜県の東濃地方、長野県の木曽郡南部と下伊那郡南西部、愛知県奥三河に伝わる銘菓で、米粉でつくった蒸し菓子のこと。

## 概要
米粉に砂糖や黒糖、よもぎ、くるみなどを練りこんで蒸した和菓子である。練り込むものには、落花生、くるみ、紅芋、よもぎ、紫蘇など、様々なバリエーションがある。食味や作り方は名古屋名物のういろうに似ているが、より固く弾力があるとされる。
下記の地域では「からすみ」と言うと、鯔の卵巣の加工品ではなく、米粉を加工した和菓子を意味する。この地方の各家庭では、桃の節句にからすみを作りお祝いをするという風習がある。
- 岐阜県中津川市、恵那市、瑞浪市などの東濃地方
- 長野県木曽郡南木曽町、大桑村と下伊那郡根羽村と平谷村
- 愛知県北設楽郡設楽町と豊田市の稲武町などの奥三河

江戸時代末期から作られているが、明確な資料がないため、起源ははっきりしない。名前の由来は、子宝の象徴としての縁起物であるカラスミに因んで富士山の形を模したとする説と、中国で作られた富士山の形をした墨、すなわち「唐墨」の形を模したとする説がある。